# Sahra Wagenknecht: Die Biografie
Sahra Wagenknecht: Die Biografie é uma biografia sobre a política de esquerda alemã Sahra Wagenknecht. Foi escrita por Christian Schneider e publicada pela editora Campus-Verlag em 12 de setembro de 2019. O livro centra-se em Wagenknecht como pessoa, incluindo o seu afastamento do seu pai iraniano, a sua leitura de Goethe, Hegel e Marx, e o seu casamento com Oskar Lafontaine.